# Jordi Mayor Vallet
Jordi Mayor Vallet (Cullera, 1980) és un polític i mestre d'escola valencià, alcalde del seu municipi des de 2015.
Format a l'Escola Universitària Ausiàs March de la Universitat de València, Jordi Mayor accedeix al funcionariat com a mestre d'educació primària en l'especialitat de música i ha exercit a diverses escoles del País Valencià. Com a músic forma part de la Societat Musical Instructiva Santa Cecília de Cullera on forma part de la seua banda com a percussionista.
En l'àmbit polític milita al Partit Socialista del País Valencià (PSPV-PSOE) des de l'any 1999 i és regidor a l'Ajuntament de Cullera des de les eleccions de 2003. L'any 2011 encapçala la candidatura del seu partit per primera vegada però no aconsegueix apartar de l'alcaldia al candidat del Partit Popular Ernesto Sanjuán. És a les eleccions de 2015 quan arriba a l'alcaldia amb el suport de Compromís. El 2019 aconsegueix la majoria absoluta amb vora un 64% dels vots, marge que repeteix a les eleccions de 2023. En el període entre el 2019 i el 2023 també va ser diputat provincial a la Diputació de València, essent responsable de l'àrea de turisme i de bandes de música en el govern provincial presidit per Toni Gaspar.
Jordi Mayor va guanyar repercussió mediàtica quan es va conèixer que durant les hores que transcorregueren les inundacions provocades per la Gota freda de l'octubre de 2024, el president de la Generalitat Valenciana Carlos Mazón el va telefonar. Segons Mayor, el president Mazón «la telefonada no era per tal d'informar-me de res relacionat amb l'emergència, (...) fou una telefonada més pròpia d'algú que ve d'un àpat de 5 hores».
En el XV Congrés Nacional del PSPV en què Diana Morant succeeix a Ximo Puig al capdavant del partit, celebrat el febrer de 2025, Mayor és nomenat portaveu de l'executiva.